# Burg Hustneck
Die Burg Hustneck ist eine abgegangene Burg bei der Stadt Gammertingen im Landkreis Sigmaringen in Baden-Württemberg.
Die zwischen 1360 und 1390 erwähnte Burganlage befand sich am Weihtäle gegen den heutigen Ortsteil Bronnen. In unmittelbarer Nähe befindet sich heute ein Aussichtsturm. Ihr gegenüber links die Lauchert an der Steghalde gegen Bronnen liegt die Burg Mündelstein.